# Octaedro de Bricard

Octaedro de Bricard con un rectángulo como su ecuador. El eje de simetría pasa perpendicularmente por el centro del rectángulo

Octaedro de Bricard con un antiparalelogramo como su ecuador. El eje de simetría pasa por el plano del antiparalelogramo

En geometría, un octaedro de Bricard es un miembro de una familia de poliedros flexibles descubierta por Raoul Bricard en 1897. Es decir, es posible que la forma general de estos poliedros cambie en un movimiento continuo, sin cambios en las longitudes de sus aristas ni en las formas de sus caras.
Estos octaedros fueron los primeros poliedros flexibles que se descubrieron.
Los octaedros de Bricard tienen seis vértices, doce aristas y ocho caras triangulares, conectadas de la misma manera que un octaedro. Sin embargo, a diferencia del octaedro regular, los octaedros de Bricard son todos poliedros autocruzados no convexos. Por el teorema de rigidez de Cauchy, un poliedro flexible debe ser no convexo, aunque existen otros poliedros flexibles sin autocruces. Sin embargo, evitar los auto-cruces requiere más vértices (al menos nueve) que los seis vértices del octaedro de Bricard.
En su publicación que describe estos octaedros, Bricard clasificó completamente los octaedros flexibles. Su trabajo en esta área fue posteriormente objeto de las clases impartidas por Henri Léon Lebesgue en el Collège de France.

## Construcción
Todos los octaedros de Bricard tienen un eje de simetría rotacional de 180° y están formados por tres pares de puntos cualesquiera, de modo que cada par es simétrico alrededor del mismo eje y no hay un plano que contenga los seis puntos (por ejemplo, los seis puntos de un octaedro regular se pueden emparejar de esta manera mediante una simetría axial alrededor de una línea a través de dos puntos medios de bordes opuestos, aunque el octaedro de Bricard resultante de este emparejamiento no sería regular). Los octaedros tienen 12 aristas, cada una de las cuales conecta dos vértices que no pertenecen al mismo par simétrico que el otro. Estas aristas forman el grafo de Turán K2,2,2.
Cada una de las ocho caras triangulares de estos octaedros conecta tres puntos, uno de cada par simétrico, en las ocho formas posibles de hacerlo.

### Acoplamiento mecánico
También es posible pensar en el octaedro de Bricard como un acoplamiento mecánico que consta de doce aristas, conectadas por juntas flexibles en los vértices, sin las caras. Omitir las caras elimina los auto-cruces para muchas (pero no todas) las posiciones de estos octaedros. La cadena cinemática resultante tiene un grado de libertad de movimiento, el mismo que el poliedro del que se deriva.

## Explicación
Los cuadriláteros formados por los bordes entre los puntos en dos pares de puntos simétricos cualesquiera pueden considerarse como un ecuador del octaedro. Estos ecuadores tienen la propiedad (por su simetría) de que los pares opuestos de lados de cuadriláteros tienen la misma longitud. Cada cuadrilátero con pares opuestos de lados iguales, dentro del espacio euclídeo, tiene simetría axial, y algunos (como el rectángulo) tienen otras simetrías además. Si se corta el octaedro de Bricard en dos pirámides de fondo abierto cortándolo en uno de sus ecuadores, ambas pirámides abiertas pueden flexionarse y el movimiento de flexión puede realizarse para preservar el eje de simetría de toda la forma. Pero, por las simetrías de su construcción, los movimientos de flexión de estas dos pirámides abiertas mueven el ecuador en el cual fueron cortadas de la misma manera. Por lo tanto, se pueden volver a pegar en un solo movimiento de flexión de todo el octaedro.
La propiedad de tener lados opuestos de igual longitud es cierta para rectángulos, paralelogramos y antiparalelogramos, y es posible construir octaedros de Bricard con cualquiera de esas formas planas como ecuadores. Sin embargo, no se requiere que el ecuador de un octaedro de Bricard esté en un plano; en cambio, puede ser un polígono alabeado. Incluso para los octaedros de Bricard construidos para tener un ecuador plano, el ecuador generalmente no permanece plano cuando el octaedro se flexiona. Sin embargo, para algunos octaedros de Bricard, como el octaedro con un ecuador con forma de antiparalelogramo que se muestra en la ilustración, las simetrías del poliedro hacen que su ecuador permanezca plano en todo momento.

## Propiedades adicionales
El invariante de Dehn de cualquier octaedro de Bricard permanece constante mientras experimenta su movimiento de flexión. Esta misma propiedad ha sido probada para todos los poliedros flexibles que no se cruzan automáticamente. Sin embargo, existen otros poliedros flexibles autocruzados para los cuales el invariante de Dehn cambia continuamente a medida que se flexionan.

## Extensiones
Es posible modificar los poliedros de Bricard agregando más caras, con el fin de alejar las partes autocruzadas del poliedro entre sí y al mismo tiempo permitir que se flexione. La más simple de estas modificaciones es un poliedro descubierto por Klaus Steffen con nueve vértices y 14 caras triangulares. El poliedro de Steffen es el poliedro flexible más simple posible sin auto-cruces.
Al conectar varias formas derivadas del octaedro de Bricard, es posible construir formas de cuerno con configuración de origami rígido, cuya figura traza curvas complicadas.